# 重钨酸钾
重钨酸钾是一种无机化合物，化学式为K2W2O7，它是单斜晶体，空间群为P21/c。它可由三氧化钨和钨酸钾在高温反应制得。
K2WO4 + WO3 → K2W2O7
它可用作高温溶剂合成钨酸盐复盐KMIII(WO4)2。